# Gray House (Dundee)

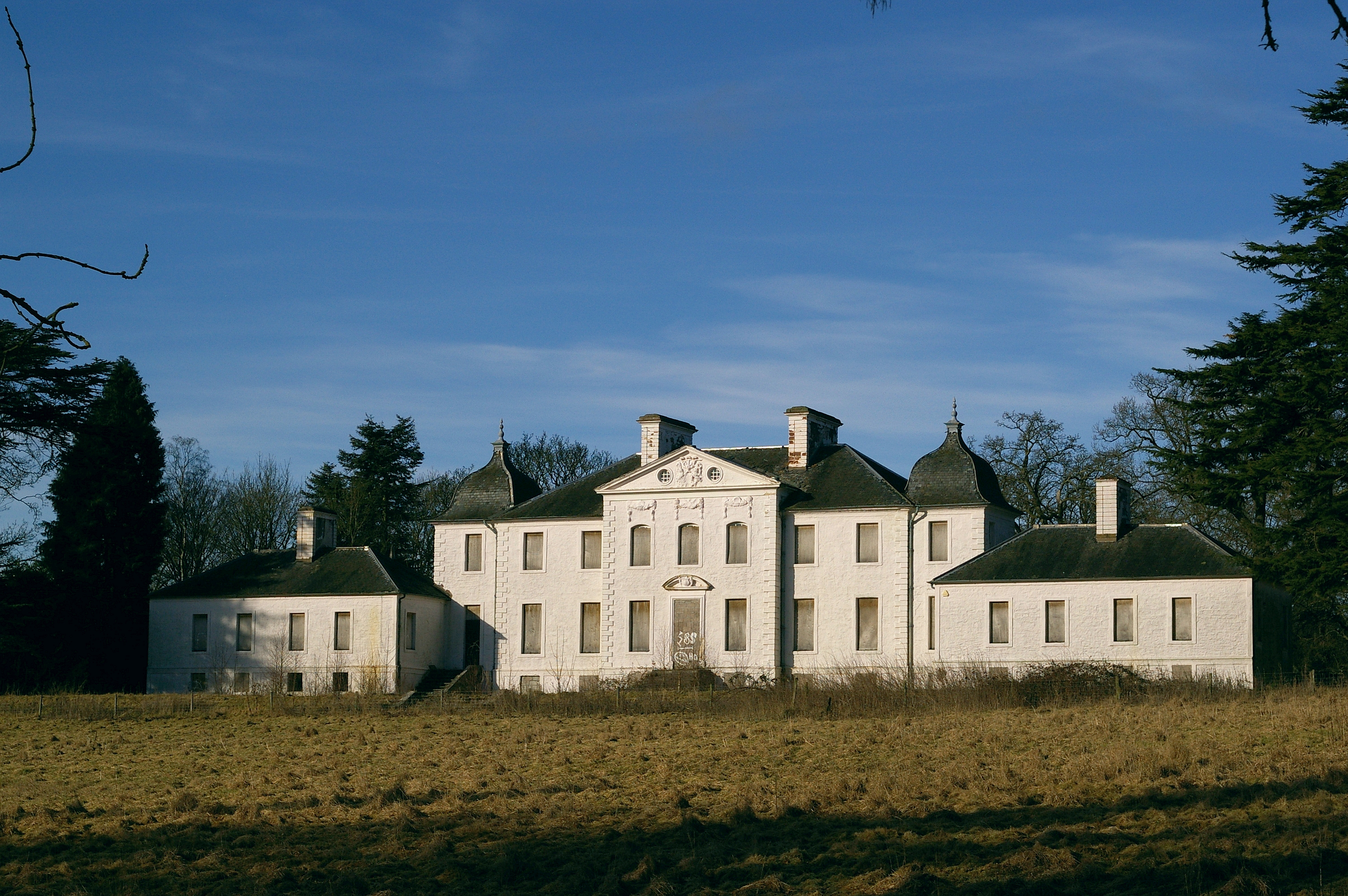
Gray House

Gray House, auch House of Gray, ist ein Herrenhaus in der schottischen Stadt Dundee in der gleichnamigen Council Area. 1971 wurde das Bauwerk in die schottischen Denkmallisten in der höchsten Denkmalkategorie A aufgenommen.

## Geschichte
Es war John Gray, 10. Lord Gray, der zwischen 1714 und 1716 Gray House errichten ließ. Die Familie, die das Anwesen im Jahre 1713 erworben hatte, war in der Region ansässig und lebte seit dem 14. Jahrhundert auf dem nahegelegenen Fowlis Castle. 1918 kaufte James Ogilvie das Anwesen und lebte dort bis zu seinem Tod 1936.
Gray House ist in William Adams Vitruvius Scoticus verzeichnet und wird diesem manchmal zugeschrieben. Jedoch nahm Adam auch Werke Alexander McGills auf, dem Gray House ebenfalls zugeschrieben wird. Bis 1975 wurde das zwischenzeitlich leerstehende Haus als Früchtelager genutzt. 1978 wurde es verkauft und finanzielle Mittel zur Restaurierung und Unterteilung in vier Wohneinheiten wurden bereitgestellt. Die Arbeiten wurden jedoch nicht ausgeführt. 1990 wurde Gray House in das Register gefährdeter denkmalgeschützter Bauwerke in Schottland aufgenommen. Eine äußerliche Restaurierung wurde 2015 vorgenommen. 2016 wurde der Zustand des Herrenhauses als verhältnismäßig gut bei gleichzeitig moderater Gefährdung eingestuft.

## Beschreibung
Gray House steht am Nordwestrand der Council Area außerhalb des Stadtgebiets. Das zweistöckige Herrenhaus ist klassizistisch ausgestaltet. Seine südexponierte Hauptfassade ist sieben Achsen weit. Das segmentbogig bekrönte Eingangsportal am Fuß des drei Achsen weiten Mittelrisalits ist über eine kurze Vortreppe zugänglich. Der Risalit schließt mit einem Dreiecksgiebel. Treppentürme mit geschwungenen Hauben flankieren die Fassade. Zu beiden Seiten schließen sich einstöckige Pavillons an. Die abschließenden Walmdächer sind mit grauem Schiefer eingedeckt.